# توریانو
توریانو (به ایتالیایی: Torreano) یک کومونه در ایتالیا است که در استان اودینه واقع شده‌است. توریانو ۳۴٫۹ کیلومتر مربع مساحت و ۲٬۳۰۱ نفر جمعیت دارد و ۱۸۹ متر بالاتر از سطح دریا واقع شده‌است.